# حساب ذهني

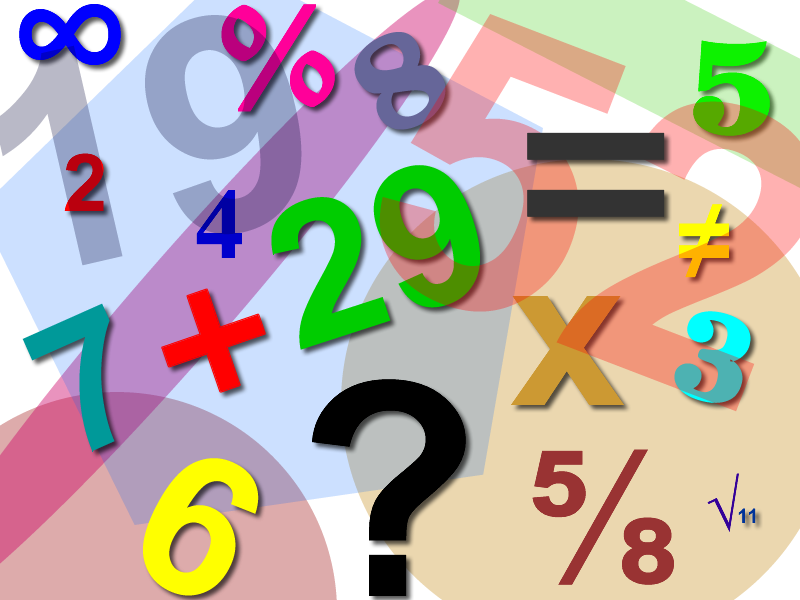

الحساب الذهني هو القيام بالعمليات الحسابية باستخدام الدماغ البشري فحسب، بدون أي مساعدة من الآلات الحاسبة أو الحواسيب.

هناك عدد من أساليب الحساب الذهني، بعض منها مخصص لحل مشاكل محددة.

## الضرب

### الضرب في 9 باستخدام أصابع اليد
نقوم أولاً بترقيم اصابع اليدين من (1-10)من اليسار إلى اليمين فإذا أردنا ضرب الرقم (9) في أي رقم من (1-10) فإننا نقوم بجمع أرقام الاصابع ماقبل الرقم المضروب (يسار)ووضع الناتج في خانة العشرات ومن ثم جمع أرقام الاصابع ما بعد الرقم المضروب (يمين) ووضع الناتج في خانة الآحاد
10 9 8 7 6 5 4 3 2 1
```
| | | | | | | | | |
```

اليد اليمنى اليد اليسرى
مثال:
{\displaystyle 4\times 9}
حسب القاعدة السابقة فإن الإصبع الذي يحمل القيمة 4 يقع في اليد اليسرى فعليه يكون هناك 3 أصابع قبله من جهة اليسار نضعها في خانة
العشرات وستة أصابع من جهة اليمين نضعها في خانة الآحاد فيكون الناتج 36

### مثال آخر
{\displaystyle 9\times 10}
حسب القاعدة عدد الأصابع قبل الإصبع العاشر (يسار) 9 وما بعده لا شيء بمعنى صفر فعليه تكون النتيجة ×

### الضرب في 11
بهذه الإستراتيجية ستكون قادرًا على أن تنفذ أي عملية ضرب في الرقم 11، ببساطة كل ما عليك فعله كالتالي
أولا: نضع الرقم الذي في خانة العشرات من الرقم المضروب في خانة المئات
ثانيا: ونضع الرقم الذي في خانة الآحاد من الرقم المضروب في خانة الآحاد
ثالثا: نضع حاصل جمع الآحاد والعشرات من الرقم المضروب في خانة العشرات
مثال:
{\displaystyle 12\times 11=132}
نضع رقم 2 في خانة الآحاد ونضع الرقم 1 في خانة المئات وحاصل جمع في خانة العشرات فيكون الناتج 132
مثال آخر
{\displaystyle 48\times 11=528}
هنا في هذا المثال ليس كسابقة إذ ان مجموع الرقمين يتكون من خانتين لذ يكون المجموع 12 لذا نطبق بنود القانون الأول
والثاني اما الثالث فاننا نقوم بوضع الآحاد من جمع الرقم الناتج ونضعه في خانة العشرات اما الرقم من خانة العشرات من
جمع الرقم فنرفعه إلى الرقم في خانة المئات ليجمع إليه فتكون حصيلة ناتج العملية كالتالي:
8 في خانة الآحاد
8+4= 12 نضع 2 في خانة العشرات ونرفع الرقم الآخر إلى خانة المئات
4 في خانة المئات وبإضافة الرقم 1 المرفوع سابقا يكون الناتج = 5
حاصل هذه العملية يكون 528
مثال آخر
{\displaystyle 89517\times 11=984687}
في هذا المثال سيختلف السياق قليلا مع ان القاعدة لم تتغير إذ ان الجمع سيكون بالتسلسل من جهة اليمين مع كل رقمين مع مراعاة
مبدأ مرفوع الرقم إذا كان المجموع يتكون من آحاد وعشرات.
وعليه وبتطبيق القاععدة الأولى تكون خانة الآحاد رقم 7
نبدا الجمع بين الرقم 7 من خانة الآحاد والرقم 1 من العشرات فيكون الرقم 8 في خانة العشرات
نجمع الرقم 1 في خانة العشرات مع الذي يليه الرقم 5 في خانة المئات فيكون الرقم 6 في خانة المئات
نجمع الرقم 5 من خانة المئات مع الرقم 9 من خانة الأولوف فيكون الناتج 14 نضع الرقم 4 في خانة الأولوف مع رفع الرقم 1
نجمع الرقم 9 من خانة الأولوف مع الرقم 8 من خانة عشرات الأولوف فيكون الناتج 17 وبإضافة الرقم 1 المرفوع سابقا يكون الناتج 18
نضع الرقم 8 في خانة عشرات الأولوف ونرفع الرقم 1
حسب القاعدة الأولى فان الرقم 7 قد جاء في خانة الآحاد والرقم 8 احتل الخانة مئات الأولوف
وعلية بالاستناد إلى القاعدة الأولى نضع اطراف الرقم المضروب في خانة الآحاد (الرقم 7) والرقم الأخير في
خانة مئات الأولوف (الرقم 8) وبإضافة الرقم المرفوع سابقا (1) يكون الناتج 9
فيكون الناتج النهائي 984687
الحساب الذهني هو عملية إجراء العمليات الحسابية ذهنيا دون اللجوء للكتابة أو أي وسيلة خارجية أخرى. ولنجاح تلك العملية يجب مراعاة التالي:
- توضيح لهم مفهوم الحساب الذهني بطريقة مبسطة ومحببة لديهم.
- لابد من تعليمهم طرق الحساب الذهني.
- ربط التقدير بالحساب الذهني فمثلا أعطاء التلاميذ لكي يقدرون الأطوال، المساحات، الكتل، السعات وهنا تتضح أهمية فكرة دمج المحاور.
- لابد أن ينطلق الحساب الذهني من مشكلات التلاميذ واهتماماتهم فلتكن أمثلتك من واقع التلميذ وتجنبي التجريد في المراحل الأولى.
- تشجيع التلاميذ على تطوير استراتيجياتهم واستخدامها وشرحها لزملائهم.
- التقدير التقريبي بهدف قياس مهارة التقدير التقريبي وقد اشتمل على مسائل في علميات الجمع والطرح والضرب والقسمة والنسبة.

يعد الحساب الذهني والتقدير التقريبي من المهارات الرياضية الأساسية والهامة التي يسعى منهاج الرياضيات إلى إكسابها للطلبة، وبخاصة في المراحل الدراسية المبكرة ليتسنى لهم استخدامها في مجالات كثيرة مثل: الحسابات، القياس، وحل المسألة، وقد حدد المجلس القومي لمعلمي الرياضيات في الولايات المتحدة مجموعة من المعايير الخاصة لمحتوى منهاج الرياضيات للمرحلة الأساسية، وكان الحساب الذهني والتقدير التقريبي من بين هذه المعايير (NCTM,2000). حيث أشارت تلك المعايير إلى أنه يجب أن تنمي مناهج الرياضيات المدرسية المفاهيم المتضمنة في العمليات الحسابية والتقدير التقريبي في مختلف المجالات (بالنسبة للصفوف من الخامس إلى الثامن):
- يجري العمليات الحسابية على الأعداد الطبيعية والكسور الاعتيادية العشرية وكذلك الأعداد الصحيحة والنسبية.
- يختار أساليب مناسبة لإجراء العمليات مستخدماً أياً من الآتي (الحسابات الذهنية، والحسابات التحريرية، والآلات الحاسبة).
- يستخدم العمليات الحسابية والتقدير التقريبي في حل المشكلات والتأكد من معقولية النتائج.

ويعرف الحساب الذهني على أنه إعطاء الطالب إجابة دقيقة، وصحيحة لمسألة حسابية، سواء أكانت عددية أم لفظية، أو إيجاد ناتج معين دون استخدام الأدوات المساعدة مثل القلم والورقة، أو الآلة الحاسبة؛ أما التقدير التقريبي فيعرف على أنه: إعطاء الطالب إجابة شفوية أو كتابية سريعة لحل المسألة معينة في مجالات الحساب والقياس، وحل المسألة والمقادير والكميات حيث تكون قريبة من الواقع بشكل كافٍ، دون استخدام أدوات القياس. لهذا ظهرت الحاجة في العديد من دول العالم إلى ضرورة إكساب طلبة المرحلة الأساسية لمهارتي الحساب الذهني والتقدير التقريبي، مما يؤدي إلى زيادة ثقة الفرد بنفسه وإعداده للحياة التي يعيشها، كما تهيؤه معرفياً لمواصلة دراسته العلمية (VanDe Walle,1994).
وقد أوصى العديد من الباحثين بتدريس الحساب الذهني والتقدير التقريبي في الرياضيات في المرحلتين الأساسية والثانوية، وفي المساقات الرياضية الجامعية، لأن معظم الأشخاص يستخدمون الحساب الذهني والتقدير التقريبي في حياتهم اليومية (Reys and Reys,1998).
وقد حددت وزارة التربية والتعليم في الأردن مجموعة من الأهداف العامة لتدريس الرياضيات في المرحلة الأساسية، ومن بين تلك الأهداف اكتساب الطلبة لمجموعة من المهارات الرياضية اللازمة لهم في حياتهم اليومية، حيث شملت مهارتي الحساب الذهني والتقدير التقريبي (وزارة التربية والتعليم،1991م).وقد أشار كلينكت (Kleinknecht,2003) إلى تفضيل استخدام الحساب الذهني كخيار أول عند حل المسألة الحسابية، وإن لم يتحقق ذلك، نلجأ إلى استخدام التقدير كخيارٍ ثان ٍ، وأما إذا كان المطلوب هو التوصل إلى إجابة دقيقة لمسألة حسابية تتطلب إجراء عمليات حسابية معقدة، يصبح عندها استخدام الآلة الحاسبة أو الورقة والقلم ضرورياً.كما أشار سودر (Sowder) المشار إليه في (المومني،2004م). إلى أن مهارة الحساب الذهني تتطلب من الطالب استيعاب المفاهيم، وفهمها فهماً واعياً، كما تعطى للطالب المرونة في التعامل مع الاستراتيجيات العديدة المتاحة أمامه لحل مسألة ما.
وتتجلى أهمية الحساب الذهني في شعور الطالب بالثقة بالنفس، وكذلك بمهارته في حل المسائل الرياضية، فلا يشعر بأنه مقيدٌ بأدوات القياس والآلة الحاسبة، بل يشعر أنه يستطيع أن يفكر، وأن يتعامل مع الأرقام بكل مرونة، وأن يسيطر على حساباته الشخصية، فالطالب الذي لديه عمليات حسابية ذهنية، يعمل على زيادة فهمه وإدراكه للأعداد، وإجراء العمليات عليها؛ ولذلك فالهدف الأساسي من تدريس مهارة الحساب الذهني هو الإسهام في إعداد أفراد قادرين على توجيه تفكيرهم وجهدهم ووقتهم بشكل أفضل أثناء مواجهتهم لمواقف حياتية مختلفة، سواء أكان ذلك داخل المدرسة أم خارجها (
```
Ramakrishnan,2003).
```

كما أن تضمين مهارتي الحساب الذهني والتقدير التقريبي في منهاج الرياضيات، لطلبة المرحلة الأساسية يعود لعدة أسباب أهمها:
- يعتقد طلبة المرحلة الأساسية أن إجراء العمليات الحسابية ذهنياً أكثر أهمية من إجرائها باستخدام القلم والورقة؛ وذلك لما لها من دور ٍكبير في إجراء العمليات الحسابية بأقل وقت ممكن، خاصة خارج المدرسة.
- لا يدرك بعض طلبة المرحلة الأساسية المقصود بإجراء العمليات الحسابية ذهنياً، حيث تتأثر استراتيجيات الحساب الذهني بالخوارزميات المتبعة في إجراء العمليات الحسابية باستخدام الورقة والقلم.
- يستطيع بعض طلبة المرحلة الأساسية إيجاد استراتيجيات حسابية متنوعة خاصة بهم كاستراتيجية الأعداد اللطيفة.
- إن مقدرة الطلبة على تشكيل أساليب استراتيجيات الحساب الذهني، تنمو وتتطور أثناء تقدمهم في صفوف المرحلة الأساسية؛ وهذا الأمر بدوره يعمل على زيادة فهم الطلبة للأعداد والعمليات عليها.
- تعمل أساليب الحساب الذهني على تنمية التفكير الرياضي لدى طلبة المرحلة الأساسية، كما ويمكن لها أن تستحدث طاقات تفكيرية إبداعية.
- يحفز الحساب الذهني الطلبة على العمل بطرق ومستويات أداء مختلفة.

كما أن أساليب الحساب الذهني تتطور وتتحسن من حيث النوع والكم عبر سنوات الممارسة والتدريب، ويجب أن يبدأ تعلمها من الصف الأول، فالحساب الذهني من الموضوعات الهامة التي يجب على المعلمين مساعدة الأطفال في تقديم أفكار جديدة وتطويرها من خلال التدريب الموجه
Mcintosh and Reys,1997;Van De Wall,1994)).ويوضح كارول (Carroll,1996) كيفية تشجيع الطلبة على استخدام مهارة الحساب الذهني، وذلك بتحديد أفضل الأنشطة والوسائل الصفية التي تشجعهم على استخدام الحساب الذهني، ويذكر أن هناك العديد من برامج الحساب الذهني التي تعرض على شكل مجموعة من الدروس غير المترابطة أو المختصرة، التي تركز على أسلوب واحد فقط.

### التقدير
من ناحية أخرى يعد التقدير التقريبي من الاستراتيجيات الأساسية، فقد أشارت توصيات المجلس القومي لمعلمي الرياضيات (NCTM,1989) إلى أنه يجب التأكيد عليه أكثر من وسائل الحسابات. كما أن التقدير التقريبي هام لاكتساب مهارات القياس، وهي أساسية لرياضيات المرحلتين الابتدائية والمتوسطة، وهما مرحلتان تؤكدان على دراسة الكميات (Siegel et al.,1982).
وقد أكد المربون على تعليم مهارات التقدير التقريبي في المرحلة الأساسية، كما أكد المجلس القومي لمشرفي الرياضيات 1989م ومؤتمر العلوم الرياضية 1989م وتقرير لجنة كوكرفت (Cockroft) على تعلم مهارات التقدير التقريبي (Dowker,1992).
ويساعد التقدير التقريبي في تعليم الرياضيات من خلال:
- إيجاد بعد حيوي جديد في مجال دراسة الحسابات العددية.
- تنمية القدرة على التفكير لدى المتعلم.
- تنمية مهارات حل المسألة. (Reys and Reys , 1987).

ويمكن مساعدة الطلبة في تنمية مهاراتهم في التقدير من خلال التدريس الذي يجعل التقدير موضوعاً واقعياً مفيداً، ويستخدم لغة التقدير التي تتضمن كلمات وعبارات مثل حوالي، تقريباً، أكثر من، وغيرها. وذكر فان دي ويل (Van De Wall,1994) أن التقدير يرتبط بدرجة عالية بالحساب الذهني ومعنى الإعداد في الحياة، وبمفاهيم العدد .
وللتقدير التقريبي مميزات منها:
- أنه مهارة عملية يمارسها كل شخص يوميا .
- أنه يساعد في تنمية مهارة حل المشكلات .
- يزيد دافعية الطلبة للتعلم .
- يساعد في فهم بعض المفاهيم الرياضية .
- يستخدم كوسيلة مساعدة للحسابات الدقيقة .
- يساعد في تكوين اتجاهات إيجابية لدى الطلبة .

(O,Daffer,1979).
وتقوم معظم استراتيجيات التقدير على فكرة استخدام الأعداد اللطيفة القريبة من الأعداد الموجودة في العملية الحسابية، والمقصود بالأعداد اللطيفة هي الأعداد التي تتناسب مع بعضها بسهولة، ومن الأمثلة عليها الأعداد التي تنتج العشرات والمئات بالإضافة إلى الأعداد التي تنتهي ب 25،50،75 لأنه من السهل التعامل معها من حيث إجراء العمليات .
ويتطور مفهوم التقدير وفق مرحلة النمو التي يمر بها الطالب ضمن المستويات الآتية:
1. مستوى المقارنة (النهاية الواحدة): وهو مستوى العلاقة الترتيبية التي تتضح من فكرة «أكبر من» أو «أصغر من»، وتنشأ هذه الفكرة في المرحلة التي تسبق المدرسة وفي بداية المرحلة المبكرة من التعليم عندما يتعلم الطفل أن كل عدد أكبر من الأعداد التي تسبقه، وأصغر من الأعداد التي تليه، فالطفل هنا يقارن عدداً بعددٍ آخر، والواقع أن هذا المستوى يمكن اعتباره مستوى النهاية الواحدة لأن الطالب يحدد فيه إحدى النهايتين.
2. مستوى النهايتين (بين كذا وكذا) أي القيمتان اللتان ينحصر بينهما العدد المطلوب، وهي فكرة تبدأ بأكبر من وأصغر من، ولكنها تمتد إلى مستوى أرقى، وكذلك تمثل نمواً في القدرة على التغيير، لأنها تحدد عددين يجب أن تقع بينهما النتيجة المطلوبة، أي أكبر من كذا وأصغر من كذا في الوقت نفسه.
3. مستوى التقدير المباشر: وهو أرقى من سابقيه إذ يستطيع فيه الطالب أن يكون قد وصل إلى مرحلة من النمو تمكنه من التقدير المباشر للقيمة المطلوبة بأنها حوالي كذا، أي أنه يستخدم النهايتين، ولكنه يحدد أيهما أقرب إلى القيمة المطلوبة .

ومن الأساليب المتبعة في التقدير في مجال الحساب على الأعداد: جمع وطرح الطرف الأمامي، قسمة وضرب الطرف الأمامي، تدوير الأعداد لأقرب (10، 100 ‘ 1000، ………الخ) واستخدام الأعداد المتوافقة. أما في مجال الكسور العادية فتشيع أنماط المقارنة المتعلقة بحجم الكسور مثل «أكبر من» أو «أصغر من» نصف أو من واحد أو اقرب إلى النصف أو إلى الواحد. وفي مجال الكسور العشرية يستخدم تدوير الأعداد لتقدير ناتج جمع العمليات الحسابية (أبو سالم، 1996م).
وللمزيد حمل
كتاب
تنمية الحساب الذهني السريع
الحس العددي
يُعرف الحس العددي بأنه الشعور الحسي بالعدد الذي يوجه عملية اتخاذ القرار بذكاء ومرونة حول الاستخدامات العددية (Howden, 1989)، ويعتبر هذا الحس العددي ضروريا للحياة اليومية؛ وذلك للحكم على معقولية التقديرات أو الحسابات (NCTM, 1989)، كذلك فإن الحس العددي يمنح الشخص المرونة في الانتقال من تمثيل عددي إلى آخر.
وكما يتضح من خلال المعايير التي حددها المجلس القومي لمعلمي الرياضيات في الولايات المتحدة الأمريكية في العام 2000 في مجال الأعداد والعمليات عليها، فإن الحس العددي يتضمن:
1. فهم الأعداد وطرق تمثيلها والعلاقات فيما بينها والأنظمة العددية.
2. فهم معاني العمليات وارتباط كل منها بالأخرى.
3. المهارة في الحساب وإجراء تقديرات معقولة.

وبالطبع فإن هذه المعايير لا يمكن تحقيقها عن طريق التدريس التقليدي، أي عن طريق الحفظ الاستظهاري والتركيز المبالغ به على سرعة الحساب، وعلى العكس فإن تنمية الحس العددي تتطلب تعلما عن طريق الاستكشاف والبحث عن الأنماط والعلاقات العددية (السواعي، 2004)، وبالتالي فإنه لتحقيق الحس العددي يحتاج الطلاب فرص لاستكشاف وبناء العلاقات بين الجوانب الثلاث المكونة للنظام الرياضي، وهي: الكميات الموجودة فعليا في الوقت والمكان، الأرقام، الرموز الرسمية مثل الإشارة العددي والعملية الحسابية (Griffin, 1997).
ونظرا لحداثة مصطلح الحس العددي في الرياضيات كما بين ذلك ماكنتوش ورفاقه (Mcintosh et al, 1997) في أمريكا وأستراليا والسويد واليابان وتايوان، فقد تعرض إلى الكثير من الأسئلة والاستفسارات إلى جانب البحث والتنقيب بين المهتمين والتربويين والباحثين، وواضعي المناهج، وبالتالي ظهرت أسئلة عديدة مثل: ما تعريف الحس العددي؟ وما مكونات الحس العددي؟
ونتيجة لهذه التساؤلات فقد أُعطي الحس العددي تعريفا عاما متفقا عليه من قبل بعض المهتمين في مجال تربية الرياضيات كما بينت ريز (Reys, 1992)، وينص التعريف على أن الحس العددي هو إحساس الإنسان بخصائص الأعداد والعمليات عليها ومعناها وفهم كيف ومتى ولماذا نستعملها، فكما أن أسلوب حل المشكلات يعتبر الأساس في الرياضيات بشكل عام فإن الحس العددي يعتبر الأساس في دراسة الأعداد والحساب الذي يعتمد على الفهم، وعرف ماكنتوش ورفاقه (Mcintosh et al, 1997) الحس العددي على أنه يعود إلى الفهم العام للأعداد والعمليات، ويشمل ذلك الميل والقدرة في استخدام هذا الفهم بطرق مرنة من أجل إصدار أحكام رياضية وتطوير استراتيجيات مفيدة وفعالة في معالجة الأعداد والعمليات، كما يشمل انطباعات الشخص عن الحس العددي وأن الأعداد عبارة عن شيء له وجود ومعنى وأن الأعداد مفيدة وأن الرياضيات هي طريقة تفكير منظمة ومنطقية.
أما الحس العددي من وجهة نظر جرينو (Greeno, 1991) فهو عبارة عن مصطلح يحتاج إلى تحليل نظري بدلا من إعطاءه تعريفا محددا، وهو عبارة عن تفكير مفاهيمي أو استدلالي مفاهيمي بمعنى أن الحس العددي يشتمل على المرونة الحسابية للأعداد والتقدير العددي وإصدار أحكام كمية واستدلالية.
```
أما المجلس القومي لمعلمي الرياضيات في الولايات المتحدة الأمريكية فقد عرف الحس العددي على أنه عبارة عن حدس حول الأعداد يُكْتَسَب من المعاني المختلفة والمتنوعة للأعداد وذلك من خلال فهم معنى الأعداد والقدرة على إدراك عدة تمثيلات للأعداد وإدراك ومعرفة العلاقات لمقادير وحجم الأعداد ومعرفة تأثير العمليات على الأعداد وامتلاك مرجعية (نقط إسناد) لقياس الأشياء في البيئة.
```

ومن هنا نرى أن الحس العددي يشير إلى فهم الشخص العام للأعداد والعمليات والقدرة على التعامل معها بمواقف الحياة اليومية والتي بالتأكيد الأرقام جزء منها (Yang, 2005)، كما يتضح أيضا أنه عبارة عن شعور حدسي نحو الأعداد واستخداماتها المختلفة وتفسيراتها، وإدراك عدة مستويات من الدقة عند إجراء العمليات الحسابية، والقدرة على تعقب الأخطاء الحسابية، وإحساس عام نحو الأعداد، والحس العددي ليس شيء منته يمتلكه أو لا يمتلكه الطالب، وليس وحدة دراسية يمكن أن تدرس ثم ننتهي منها، بل هو طريقة من طرق التفكير والتي يمكن إكسابها لدى الطالب إذا وجدت طرق تدريس وفرص تعلم مناسبة (Reys, 1992).
مكونات الحس العددي:
مكونات الحس العددي الأساسية
- أولا: الأعداد
- ثانيا: العمليات
- ثالثا: التفاعل والتطبيق بين الأعداد والعمليات

هذا وقد قام ماكنتوش ورفاقه (Mcintosh et al, 1992, 1997)، بتجميع هذه المكونات في ستة مجموعات، وهي: مفهوم العدد، التمثيل المتعدد للأعداد، تأثير العمليات، الصيغ والتعابير المتكافئة، استراتيجيات العد والحساب، ونقاط الإسناد، وفيما يلي شرح لهذه المجموعات مع مثال لكل مجموعة:
أولا: مفهوم الأعداد: فهم معنى وحجم الأعداد ومقدارها، ويتم هذا عن طريق فهم النظام العشري للأعداد الطبيعية والصحيحة والكسور العادية والكسور العشرية، وتشمل الأنماط والقيمة المنزلية التي تزودنا بإرشادات حول معنى وحجم ومقدار الأعداد، مثل: 5/6 كسر أقل من واحد صحيح وهو قريب من العدد واحد بسبب العلاقة بين البسط والمقام، أو 1000 عدد كبير بالنسبة لعدد طلاب صف، وعدد صغير بالمقارنة مع عدد سكان بلد ما، ويرتبط مفهوم العدد أيضا بالقدرة على استخدام مقارنات رياضية تشمل مقارنة بالنسبة لحجم ومقدار الأعداد من خلال صور تمثيلية أو رسم توضيحي يقدمه المتعلم.
مثال:
```
- كم كسر مختلف موجود بين الكسرين: 2/5 3/5؟
أ‌- لا يوجد، لماذا؟
ب‌- واحد، ما هو؟
جـ- قليل، أذكر واحد.
د- كثير، أذكر ثلاثة.
ثانيا: التمثيل المتعدد للأعداد: وهو أن يدرك الطالب ويعرف أنه يوجد للعدد عدة تمثيلات، وبصور مختلفة، فمثلا: الكسر العادي يمكن تمثيله بصورة كسر عشري، وبصورة كسر مئوي، وبصورة نقطة على خط الأعداد، ويشمل أيضا أن يختار الطالب التمثيل المناسب، ويستخدمه في الوضع المناسب، والتنقل من تمثيل لآخر لنفس العدد مع القدرة على التحليل والتركيب.
```

مثال:
```
- ضع دائرة على جميع الإجابات الصحيحة للعدد 2/5:
أ- أكبر من 1/2.
ب- يساوي 5,2.
جـ- أكبر من 1/3.
د- يكافئ 4,0.
هـ- أقل من 1/4.
```

ثالثا: تأثير العمليات:
أن يفهم ويستوعب الطالب معنى العمليات وتأثيرها بشكل عام، أو على مجموعة محددة من الأعداد، فمثلا: القسمة وتعني تجزئة العدد إلى مجموعة من الأعداد المتكافئة، ومثلا: إذا ضربنا أي عدد موجب في كسر أقل من واحد صحيح تكون النتيجة أقل من هذا العدد، ويشمل تأثير العمليات قدرة الطالب في الحكم على معقولية الحل وصحته في ضوء فهم الأعداد والعمليات التي استخدمها.
مثال:
- بدون إجراء عملية حسابية، أوجد النتيجة بالضبط: إن أفضل تقدير لحاصل ضرب 87×09,0 هو:

أ- أكثر بقليل من 87.
```
ب- أقل بقليل من 87.
جـ- أقل بكثير من 87.
د- أكثر بكثير من 87.
```

رابعا: الصيغ والتعابير المتكافئة: وهي عبارة عن قدرة الطالب على فهم، واستعمال صيغ متكافئة، ومن خلال ترجمة صيغة معينة إلى صيغة أخرى مكافئة لها، ويكون هذا الفهم والاستعمال مستندا إلى خصائص العمليات مثل التبديل والتجميع والتوزيع والهدف من هذه الصيغ المتكافئة هو التسهيل والاختصار وتطوير استراتيجيات للحل، مثل استخدام خاصية التوزيع لإيجاد حاصل ضرب 7×52 = 7 × (2+50) = 14 + 350 = 364.
مثال:
- إذا كان: 93 × 134 = 12462، كم يكبر حاصل ضرب 93 × 135 عن 12462:

```
أ‌- 92.
ب‌- 93
جـ- 134.
د- 135.
هـ- لا أعرف.
```

خامسا: استراتيجيات العد والحساب: وتشمل القدرة والبراعة في استخدام أساليب الحس العددي في عمليات العد وإجراء الحسابات، مثل أسلوب التقدير وأسلوب الحساب الذهني.
مثال:
```
- هل 29 × 38؟
أ- أكبر من 400، لماذا؟
ب- أصغر من 400، لماذا؟
جـ- يساوي 400، لماذا؟
```

مثال:
```
- ضع دائرة على أفضل تقدير لعمرك بالأيام:
أ- 500 يوما.
ب- 5000 يوما.
جـ- 50000 يوما.
د- 5000000 يوما.
```

سادسا: نقاط الإسناد: استخدام أسلوب الحس العددي في قياس أوضاع مختلفة، وذلك عن طريق الفهم في استخدام المقاييس المعيارية وغير المعيارية والمقاييس الشخصية، مثل: وزن كتاب الرياضيات حوالي 400 غم، خمس حبات برتقال تزن واحد كيلوغرام، وهنالك المقاييس الرياضية والفيزيائية، مثل: الكتلة، والحجم، والطول، والزمن، والزوايا.
مثال:
```
- ما وزن رجل عادي طوله 180سم؟
أ- 10 كغم.
ب- 40 كغم.
جـ- 80 كغم.
د- 180 كغم.
```

أهمية الحس العددي:
منذ أن أصبح الحس العددي عاملا مهما في تعليم الرياضيات كثر النقاش والبحث حوله، فأولا حُلِّلَ من خلال المنظور النفسي، وثانيا وُصِف تطور خصائص الحس العددي، وثالثا من خلال إعداد أنشطة عملية موجهة والتي تشجع على تطوير الإحساس بالعدد من خلال النقاش الصفي، وفي النهاية قدمت هذه النقاشات إطارا نظريا مفيدا وذو معنى للحس العددي، حيث تم وصفه في مبادئ ومستويات مدارس الرياضيات، فالحس العددي هو القدرة على تفكيك الأرقام بشكل طبيعي، فاستخدام أرقام معينة مثل 100 أو 1/2 كمرجع هو استخدام للعلاقات ضمن العمليات الحسابية لحل المشكلات وفهم نظام قاعدة الرقم 10، والتخمين، والشعور بالأرقام والقدرة على معرفة التقريب والقيم المطلقة للأعداد (Yang, 2005).
إن امتلاك قدر كاف من الحس العددي يعطي التلميذ الثقة في نفسه، والطمأنينة والراحة النفسية في معالجة الأعداد والعمليات (Mcintosh et al, 1992, 1997)، وهذا أهم ما يسعى إليه المعلمون والباحثون والتربويون؛ لأنه يؤدي إلى حب الرياضيات والنظر إليها على أنها ذات طبيعة منطقية، ومنظمة، ومفيدة في حياتنا، وأنه من دون الأعداد تكون الحياة صعبة بقدر كبير، هذا من الجانب الوجداني، والنفسي، والعملي، أما من الجانب العقلي والذهني فإن الحس العددي يمثل نمطا سلوكيا يسهم في تطوير التفكير الرياضي لدى الطالب، وتطوير المهارات العقلية وفوق العقلية من خلال التفكير في معقولية الحل، وتبرير وتعليل وتفسير الإجراءات العقلية التي يقوم بها، والنظر إلى الأعداد والعمليات من عدة زوايا وجوانب، بالإضافة إلى النظرة الشمولية للأعداد والعمليات عليها في معالجة المسائل الحسابية، فعلى سبيل المثال أوضحت ريز (Reys, 1992) أن الطالب الذي لديه حس عددي جيد ينظر إلى المسألة: 2/3 1 + 3/4 + 1/3، نظرة شاملة قبل الخوض في تفاصيل هذه المسألة الحسابية، حيث يقوم بإعادة ترتيب المسألة كما يلي: 2/3 1 + 1/3 + 3/4، وبعد ذلك يحسب في ذهنه، فيجد أن النتيجة تساوي 3/4 2، والطالب الذي لديه حس عددي جيد يستطيع بسهولة اكتشاف الأخطاء في الإجابات، وتعقبها من خلال الحساب الذهني والتقريب، ويستطيع أن يبتكر استراتيجيات لمعالجة الأعداد.
```
ويوضح ماكنتوش ورفاقه (Mcintosh et al, 1997)، أن الحس العددي تتضح أهميته في هذا العصر الذي تزايدت فيه المعرفة وأصبح الصغار والكبار معا في حاجة للتعامل مع الأعداد الكبيرة في مواقف كثيرة منها الميزانيات على المستويات المختلفة، وكذلك الحاجة إلى الأعداد الصغيرة جدا حيث يقاس الوقت بأجزاء صغيرة جدا من الثانية، وكذلك فالحس العددي هو الذي يخرج بالطلاب من القالب الروتيني في تطبيق القواعد والتي يمكن للأدوات المختلفة مثل الكمبيوتر، والآلات الحاسبة أن تنفذها، إلى الفهم العام والقدرة على إصدار الأحكام وتحديد المنطقية للنتائج والاعتماد على السببية والتفسيرات، فالحس هو الذي يفرق بين ما يقوم به الجنس البشرى وما تقوم به الآلات، ولذلك فإن القرن الحادي والعشرين سيرتفع فيه رصيد الحس العددي في اهتمام القائمين على التربية.
```

مما سبق يتبين أن للحس العددي الأثر الكبير، حيث يتيح للطلاب إمكانية الإدراك العميق للأعداد والمرونة في التعامل معها، كذلك فهو ينمي سرعتهم في الأداء وخاصة في المواقف الحياتية.
```
تنمية الحس العددي:
يرى (Howden, 1989) أن الحس العددي يبنى لدى التلاميذ الإدراك العميق والبصيرة، بالإضافة إلى القناعة بأن الرياضيات تعمل على بناء الحس وليست مجموعة من القواعد التي تجمع بهدف التطبيق فقط.
فعلى المعلم أن يخلق بيئة صفية ملائمة لتنمية الحس العددي لدى التلاميذ، ولا بد لهذه البيئة أن تتصف بما يلي:
1- الطابع الاستكشافي: فيجب أن تكون البيئة ذات طبيعة استكشافية يستخدم فيها التلاميذ استراتيجياتهم غير الشكلية لحل المسائل، فالاستخدام المرن للأعداد يتطلب اكتشافا للقواعد والعلاقات وليس حفظا لها، ولا يأتي هذا الاكتشاف إلا من خلال تأمل التلاميذ بالأعداد والعمليات والتلاعب بالأعداد ومعالجتها.
2- الحوار الديمقراطي: يجب أن تتميز البيئة الصفية بالحوار الديمقراطي سواء بين التلاميذ أنفسهم أو بين التلاميذ والمعلم، وهذا يتضمن إعطاء التلاميذ الحرية في التعبير عن آرائهم وطرح الافتراضات والدفاع عنها، كما يتطلب خلق ثقافة صفية تحترم الرأي الآخر دون اشتراط صحته، وعدم الاستهزاء بأي مقترح مهما قل شأنه.
3- الأنشطة الهادفة: تتميز البيئة الصفية الغنية بالأنشطة الممتعة والهادفة، وتتضمن هذه الأنشطة استخدام المسائل والأدوات والوسائل المتاحة لتشجيع استكشاف التلاميذ حول الأعداد والعمليات والعلاقات بينها، وتعتبر الألعاب الرياضية من الأنشطة التي تقوي فهم التلاميذ للأعداد والحس العددي.(السواعي، 2004).
أهداف تنمية الحس العددي:
من خلال نتائج بعض الدراسات أمكن تصنيف أهداف تدريس الحس العددي في مجالات ثلاثة (السعيد، 2005)، وهي:
أهداف في الجانب المعرفي: أن يكون التلميذ قادرا على:
1- إدراك المنظومة العددية كلية.
2- إدراك العلاقة بين الأعداد.
3- الفهم العام لأثر العمليات على الأعداد.
4- إدراك مفهوم العلامة العددية المميزة.
5- إدراك قواعد التقدير التقريبي.
6- إدراك استراتيجيات الحساب الذهني.
7- التمييز بين التقدير التقريبي والحساب الذهني.
8- فهم المسائل اللفظية وإعادة ترجمتها.
9- إدراك دلالة الأعداد بصفة مطلقة بالإضافة إلى دلالة الوحدات.
10- فهم العمليات جيدا والقياس والمنطقية والسببية وذلك لحل المشكلات الرياضية.
أهداف في الجانب المهاري: أن يكون التلميذ قادرا على:
1- تنظيم الكثير من استراتيجيات الأداء في الحساب.
2- الحساب الذهني بطريقة تتسم بالمرونة في العمليات الأربعة.
3- اختيار واختبار العلامة العددية المميزة وتحديد مدى مناسبتها واستخدامها في موضعها.
4- استخدام التقدير التقريبي في مواقف متعددة.
5- إصدار الأحكام على منطقية ومدى معقولية النتائج.
6- تحديد المتماثلات الحسابية.
7- تحديد الاحتمالات الممكنة لنواتج العمليات في عمليات التقدير والحساب الذهني.
أهداف في الجانب الوجداني: تتمثل في بناء القدرة والكفاءة الحسابية، والثقة بالنفس عند التعامل مع الأعداد، والاستقلالية في إصدار الأحكام، كل هذا يؤدى إلى الترابط والتواصل الرياضي، والذي بدوره يعنى اتجاها إيجابيا نحو الرياضيات.
```